# Looc
Looc é um município de  quinta classe de renda municipal (d) na província Ocidental Mindoro, nas Filipinas. De acordo com o censo de 1 de maio  de  2020 possui uma população de 7 802 pessoas e 2 103 domicílios.